# Percival Manglano
Percival Peter Manglano Albacar (Londres, 8 de noviembre de 1972) es un político y abogado español del Partido Popular (PP), diputado en Cortes Generales por Madrid, y concejal del Ayuntamiento de Madrid entre 2015 y 2019. Anteriormente ejerció, entre junio de 2011 y septiembre de 2012, de consejero de Economía y Hacienda del Gobierno de la Comunidad de Madrid.

## Biografía
Sus padres son valencianos, siendo su padre, coronel retirado del Ejército del Aire, XX barón de Terrateig.
Fue educado en Runnymede College de Madrid. Es licenciado en Historia por la Universidad de París I Panthéon-Sorbonne, licenciado en Estudios Europeos por el Instituto de Estudios Políticos de París y tiene un máster en Economía Internacional y estudios del Sudeste Asiático por el School of Advanced International Studies (SAIS) de la Universidad Johns Hopkins (Washington D. C.). En 2018 se graduó en Derecho por la UNED y en 2020 obtuvo un máster de Acceso a la Abogacía en la Universidad Pontificia Comillas (ICADE).
Entre 1998 y 2000 residió en Yakarta (Indonesia). Trabajó en la Bolsa de Yakarta y en la consultora Castle Group.

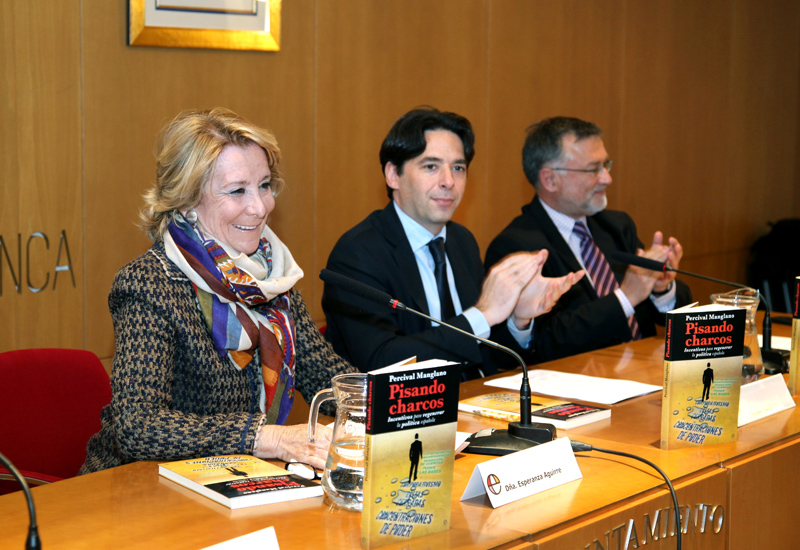
Junto a Esperanza Aguirre y John Müller, durante la presentación en 2013 de su libro Pisando charcos.

Se incorporó a la Fundación para el Análisis y los Estudios Sociales (FAES) como coordinador de estudios en 2003, labor que desempeñó hasta 2004. Posteriormente Lucía Figar lo promocionó a asesor de asuntos exteriores y cooperación al desarrollo del grupo parlamentario popular en el Congreso de los Diputados (2004-2005). Posteriormente fue nombrado jefe de gabinete de la Consejería de Inmigración (2005-2006), a la sazón la propia Figar y director general de Cooperación al Desarrollo de la Comunidad de Madrid (2006-2011).
Ejerció el cargo de Consejero de Economía y Hacienda de la Comunidad de Madrid entre junio de 2011 y septiembre de 2012, cuando cesó tras la dimisión de Esperanza Aguirre como presidenta de la Comunidad de Madrid. Bajo su mandato fue el responsable de negociar la instalación del complejo de ocio Las Vegas Sands en esta comunidad autónoma, así como de la liberalización de los horarios comerciales.
Dentro del Partido Popular fue miembro del Comité Ejecutivo del partido en Madrid. También ha sido Vicesecretario General del Partido Popular del distrito de Salamanca de Madrid.
Desde junio de 2015 y hasta junio de 2019 fue concejal del Ayuntamiento de Madrid por el Partido Popular en el distrito de Salamanca. Tras finalizar ese mandato, abandonó la política para dedicarse al ejercicio de la abogacía.
Está casado con la modelo Sonia Saiz y tiene dos hijas.
En 2022 se convierte en diputado en el Congreso de los Diputados tras la renuncia de Pablo Casado al acta de diputado.

## Obras
- — (2013). Pisando Charcos. Incentivos para regenerar la democracia española. Madrid: La Esfera de los Libros.